# Morti nel 1986/Novembre
| Questa pagina contiene informazioni ricavate automaticamente dalle voci biografiche con l'ausilio del template Bio e di un bot. L'aggiornamento è periodico e automatico e ricostruisce completamente la pagina. Se manca una persona in questa lista, sei pregato di non aggiungerla, ma accertati piuttosto che la sua voce biografica contenga il template Bio e che i dati anagrafici siano correttamente compilati. Se il template Bio manca, inseriscilo tu stesso o, in alternativa, metti l'avviso {{tmp\|Bio}} che ne segnala la mancanza. Se i dati riportati sono sbagliati, correggi direttamente la voce biografica; le modifiche saranno visibili in questa lista entro pochi giorni. Per chiarimenti vedi il progetto biografie. La lista contiene solo le 95 persone che sono citate nell'enciclopedia e per le quali è stato implementato correttamente il template Bio. Pagina aggiornata al 3 mar 2024. |

- 1º novembre - Libero Pollastri, calciatore italiano (n. 1910)
- 2 novembre - Bruno Betti, siepista e dirigente sportivo italiano (n. 1911)
- 2 novembre - Paul Frees, attore e doppiatore statunitense (n. 1920)
- 3 novembre - Ricardo Bescansa, imprenditore spagnolo (n. 1912)
- 3 novembre - Adolf Busemann, ingegnere tedesco (n. 1901)
- 3 novembre - Eddie Davis, sassofonista statunitense (n. 1922)
- 4 novembre - Francesco Cossu, canottiere italiano (n. 1907)
- 4 novembre - 'Abd Allah al-Yafi, politico libanese (n. 1901)
- 5 novembre - Adolf Brudes, pilota automobilistico tedesco (n. 1899)
- 5 novembre - Jože Udovič, poeta e traduttore sloveno (n. 1912)
- 5 novembre - Claude Jutra, regista, attore e sceneggiatore canadese (n. 1930)
- 6 novembre - Ezio Bruno Caraceni, scultore e pittore italiano (n. 1927)
- 6 novembre - Elisabeth Grümmer, soprano tedesco (n. 1911)
- 6 novembre - James S Holmes, poeta e traduttore olandese (n. 1924)
- 6 novembre - Mario Scotto, arbitro di calcio italiano (n. 1904)
- 7 novembre - Marino Benvenuti, psichiatra italiano (n. 1901)
- 7 novembre - Giovanni Favaretto Fisca, politico italiano (n. 1902)
- 7 novembre - Henry Gilman, chimico statunitense (n. 1893)
- 7 novembre - Pietro Gismondi, giurista italiano (n. 1913)
- 7 novembre - Alan Hewitt, attore, produttore cinematografico e produttore televisivo statunitense (n. 1915)
- 8 novembre - Franz Xaver Dorsch, ingegnere tedesco (n. 1899)
- 8 novembre - Harry William Holmes, esperantista britannico (n. 1896)
- 8 novembre - Artur London, politico e scrittore ceco (n. 1915)
- 8 novembre - Vjačeslav Michajlovič Molotov, politico, diplomatico e rivoluzionario sovietico (n. 1890)
- 8 novembre - Nils Ramm, pugile svedese (n. 1903)
- 9 novembre - Charles Edward Kemp, compositore di scacchi britannico (n. 1901)
- 9 novembre - Henry Russell, velocista statunitense (n. 1904)
- 10 novembre - King Clancy, hockeista su ghiaccio e allenatore di hockey su ghiaccio canadese (n. 1902)
- 10 novembre - Vicente Trueba, ciclista su strada spagnolo (n. 1905)
- 10 novembre - Leona Woods, fisica statunitense (n. 1919)
- 11 novembre - Isa Belli Barsali, storica dell'arte italiana (n. 1920)
- 11 novembre - Roger C. Carmel, attore statunitense (n. 1932)
- 12 novembre - Ria Baran, pattinatrice artistica su ghiaccio tedesca (n. 1922)
- 12 novembre - Jean-Pierre Boyer, compositore di scacchi francese (n. 1935)
- 12 novembre - Erich Koch, politico tedesco (n. 1896)
- 13 novembre - Franco Cortese, pilota automobilistico italiano (n. 1903)
- 13 novembre - Francisco Flores Cordoba, calciatore messicano (n. 1926)
- 13 novembre - Bernardino Palazzi, pittore italiano (n. 1907)
- 13 novembre - Rudolf Schock, tenore tedesco (n. 1915)
- 14 novembre - Sven Tito Achen, scrittore danese (n. 1922)
- 14 novembre - Erik Byléhn, mezzofondista e velocista svedese (n. 1898)
- 14 novembre - Ferdinand Daučík, calciatore e allenatore di calcio cecoslovacco (n. 1910)
- 14 novembre - Fumiko Enchi, scrittrice giapponese (n. 1905)
- 14 novembre - Giovanni Ghinazzi, aviatore italiano (n. 1915)
- 15 novembre - Louis François, lottatore francese (n. 1906)
- 15 novembre - Alexandre Tansman, compositore polacco (n. 1897)
- 16 novembre - Vito Kubilus, cestista e allenatore di pallacanestro statunitense (n. 1914)
- 16 novembre - Siobhán McKenna, attrice irlandese (n. 1922)
- 17 novembre - Georges Besse, dirigente d'azienda e imprenditore francese (n. 1927)
- 17 novembre - Harold Grad, matematico statunitense (n. 1923)
- 18 novembre - Lajos Bárdos, compositore e direttore di coro ungherese (n. 1899)
- 18 novembre - Gia Carangi, supermodella statunitense (n. 1960)
- 18 novembre - Michele Mara, ciclista su strada italiano (n. 1903)
- 18 novembre - Francesco Placereani, presbitero e traduttore italiano (n. 1920)
- 18 novembre - Stephen O. Rice, ingegnere e statistico statunitense (n. 1907)
- 19 novembre - Luigi Crocco, ingegnere italiano (n. 1909)
- 21 novembre - Jerry Colonna, attore statunitense (n. 1904)
- 21 novembre - Edgardo Mannucci, scultore italiano (n. 1904)
- 21 novembre - Marcelino Sánchez, attore portoricano (n. 1957)
- 22 novembre - Scatman Crothers, attore e cantante statunitense (n. 1910)
- 22 novembre - Aleksandr Nikolaevič Dejč, astronomo sovietico (n. 1900)
- 22 novembre - Daan van Dijk, pistard olandese (n. 1907)
- 22 novembre - Malcolm Nokes, martellista e discobolo britannico (n. 1897)
- 22 novembre - Dinny Pails, tennista australiano (n. 1921)
- 23 novembre - Olaf Hoffsbakken, sciatore nordico norvegese (n. 1908)
- 23 novembre - Yasuzō Masumura, regista giapponese (n. 1924)
- 23 novembre - Giovanni Rossini, politico italiano (n. 1903)
- 23 novembre - Frank Smith, fumettista statunitense (n. 1908)
- 23 novembre - Fausto Vicarelli, economista italiano (n. 1936)
- 23 novembre - Kikuji Yamashita, pittore giapponese (n. 1919)
- 24 novembre - Renato Bertocchi, calciatore italiano (n. 1925)
- 24 novembre - Mazzino Montinari, germanista e filosofo italiano (n. 1928)
- 24 novembre - Al Smith, fumettista statunitense (n. 1902)
- 25 novembre - Don Towsley, animatore e regista statunitense (n. 1912)
- 26 novembre - Betico Croes, attivista e politico olandese (n. 1938)
- 26 novembre - Ingeborg Drewitz, scrittrice tedesca (n. 1923)
- 26 novembre - Kaku Takagawa, goista giapponese (n. 1915)
- 27 novembre - Andrea Cefaly junior, pittore italiano (n. 1901)
- 27 novembre - Leonard Harrison Matthews, zoologo britannico (n. 1901)
- 27 novembre - Robert Priestley, scenografo statunitense (n. 1901)
- 27 novembre - Steve Tracy, attore statunitense (n. 1952)
- 27 novembre - Géza von Radványi, regista, sceneggiatore e produttore cinematografico ungherese (n. 1907)
- 28 novembre - Gentile Bargero, calciatore italiano (n. 1901)
- 28 novembre - Emilio Scanavino, pittore e scultore italiano (n. 1922)
- 29 novembre - Amilcare Bertozzi, imprenditore italiano (n. 1899)
- 29 novembre - Dino Curcio, attore italiano (n. 1929)
- 29 novembre - Cary Grant, attore britannico (n. 1904)
- 29 novembre - Jānis Lidmanis, cestista e calciatore lettone (n. 1910)
- 29 novembre - János Szabó, cestista e allenatore di pallacanestro ungherese (n. 1917)
- 29 novembre - Herb Vigran, attore statunitense (n. 1910)
- 30 novembre - Francisco Ciutat de Miguel, militare e rivoluzionario spagnolo (n. 1909)
- 30 novembre - Emil Jónsson, politico islandese (n. 1902)
- 30 novembre - Eino Leino, lottatore finlandese (n. 1891)
- 30 novembre - Guglielmo Marin, ciclista su strada italiano (n. 1905)
- 30 novembre - Antonio Piatesi, compositore di scacchi italiano (n. 1903)